# Canella-familien
Canella-familien (Canellaceae) består af slægter, der er stedsegrønne buske eller træer og kan genkendes på deres tykke, aromatiske og helrandede blade. Frugterne er bær. Kun den nævnte slægt har økonomisk betydning, men produkterne ses sjældent i Danmark.
| Slægter |

- Amerikansk kanel (Canella)